# Língua crioula indo-portuguesa de Bombaim
O crioulo indo-português de Bombaim era uma língua crioula baseada na língua portuguesa, que se formou a partir do longo contato entre o português e línguas locais, atualmente esta linguagem encontra-se extinta, foi falada na região de Bombaim, Índia, tanto no que é atualmente a cidade, como em áreas vizinhas (Baçaim, Salsete, Tana, Curla, Chevai, Maim, Tecelaria, Dadar, Parela, Cavel, Bandorá-Badra, Govai, Morol, Anderi, Versova, Malvan, Manori, Mazagão). Esta língua foi, depois do crioulo do Ceilão, o dialeto indo-português mais importante. No ano de 1906 ainda existiam perto de 5 000 pessoas que falavam o crioulo português como língua materna, 2 000 em Bombaim e Maim, 1 000 em Bandorá, 500 em Tana, 100 em Curla, 50 em Baçaim e 1 000 em outras vilas. Não existiam, naquela época, escolas que ensinassem o crioulo e as classes mais ricas substituíram-no pela língua inglesa.